# Deinacrida carinata
Deinacrida carinata är en insektsart som beskrevs av John Tenison Salmon 1950. Deinacrida carinata ingår i släktet Deinacrida och familjen Anostostomatidae. Inga underarter finns listade i Catalogue of Life.